# Амштеттен (округ)
Амштеттен (нем. Bezirk Amstetten) — округ в Австрии. Центр округа — город Амштеттен. Округ входит в федеральную землю Нижняя Австрия. Занимает площадь 1187,97 км². Население 109 183 чел. Плотность населения 92 человек/кв.км.
Официальный код округа AT121.

## Административное деление
- Альхартсберг
- Амштеттен
- Ардаггер
- Ашбах-Маркт
- Бехамберг
- Бибербах
- Энсдорф
- Эрнстхофен
- Эртль
- Ойратсфельд
- Фершниц
- Хаг
- Хайдерсхофен
- Холленштайн-ан-дер-Ибс
- Кематен-ан-дер-Ибс
- Нойхофен-ан-дер-Ибс
- Нойштадтль-ан-дер-Донау
- Эд-Элинг
- Оппониц
- Санкт-Георген-ам-Райт
- Санкт-Георген-ам-Ибсфельд
- Санкт-Панталеон-Эрла
- Санкт-Петер-ин-дер-Ау
- Санкт-Фалентин
- Зайтенштеттен
- Зонтагберг
- Штренгберг
- Фидорф
- Вальзее-Зиндельбург
- Вайстрах
- Винкларн
- Вольфсбах
- Ибзиц
- Цайллерн